# Manuel Mascarenhas Homem (gouverneur)
Pour les articles homonymes, voir Manuel Mascarenhas Homem (homonymie).
Manuel Mascarenhas Homem est le 4e gouverneur du Ceylan portugais.